# Wapenboek
Een wapenboek is een boek of codex in handschrift of druk waarin heraldische wapens worden afgebeeld en beschreven, al dan niet uitgebreid met literaire teksten.

## Evolutie van wapenboeken doorheen de tijd
Wapenboeken waren tijdens de late middeleeuwen een hulpmiddel om iemands identiteit vast te stellen en de afkomst na te gaan. Daarbij waren zij een ijkpunt voor het wapenrecht. Het ging om een werkinstrument van de herauten. De staat van de bladen met soms verlies van afzonderlijke folia wijzen daarop. Tijdens het ancien régime was het ook een middel om gepaste belastingen te heffen. Het wapenboek is omwille van het feit dat veel oorspronkelijke wapens verdwenen zijn nu een belangrijke secundaire bron om wapens te identificeren. Wapenboeken beschouwt men nu als vaak unieke werkstukken met een hoge kunstzinnige waarde.

## Historische wapenboeken
Belangrijke wapenboeken met een kunstzinnige waarde zijn:
- Claes Heinenzoon, Wapenboek Gelre van de hand van de heraut Gelre (Koninklijke Bibliotheek van België in Brussel)
- Claes Heinenzoon, Wapenboek Beyeren (het boek is in eeuwigdurende bruikleen geschonken aan de Koninklijke Bibliotheek in Den Haag)
- Hendrik van Heessel, Wapenboek uit de vijftiende eeuw (Erfgoedbibliotheek Hendrik Conscience onder nr. B 89420 en online te raadplegen.)
- Hendrik van Heessel, Wapenboek Lyncenich, ook bekend als het Wapenboek Gymnich, midden 15e eeuw (Koninklijke Bibliotheek van België, Brussel)
- Hendrik van Heessel, Het Bergshammars Vapenbok, midden 15e eeuw (Riksarkivet, Stockholm)
- Wappenbuch Von der Ersten, gedateerd rond 1380, vermoedelijk uit het prinsdom Luik (Herold, Berlijn)
- Wapenboek Nassau-Vianden, het oudst bekende wapenboek uit het geslacht Nassau, gemaakt door de heraut Nassau-Vianden die in dienst was van graaf Engelbrecht II van Nassau. Het bevat de familiewapens van 200 jaar geslacht Nassau.[1]
- Wapenboek Bellenville of L'armorial Bellenville of Armorial Beaulaincourt. Dit wapenboek is gedateerd einde 14e eeuw. Dit wapenboek was einde 16e eeuw in bezit van Antoine de Beaulincourt, Seigneur de Bellenville en wapenkoning van het Gulden Vlies (Bibliothèque nationale de France, département des manuscrits, Parijs)
- Jean Lefèvre de Saint-Remy, Wapenboek van de ridders van het Gulden Vlies of Le Grand Armorial équestre de la Toison d'or (Bibliothèque de l'Arsenal van de Bibliothèque Nationale de France te Parijs)
- Armorial de la Cofradia di Santiago, auteur onbekend. Dit wapenboek daterend van voor de 13e eeuw, is een van de zeldzame bewaard gebleven Spaanse armorialen.
- Wapenboek van Wijnbergen is een van de oudst gekende Franse armorialen. Sinds 2006 weer in het bezin van de familie van Wijnbergen.
- L'armorial Le Breton is het oudste wapenboek van Frankrijk. Het draagt de naam van een van zijn vroegere eigenaars, Hector Le Breton, heraut van Montjoie en wapenkoning van Frankrijk onder het regnum van Hendrik IV en Lodewijk XIII (Archives Nationales, Parijs)
- Armorial de France (rond 1300), uitgegeven door Max Prinet.
- Wapenboek van Gorrevod, auteur onbekend, midden 15e eeuw, bevat ongeveer 1 600 schilden (Koninklijke Bibliotheek van België, Brussel)

## Soorten wapenboeken

### Gelegenheidswapenboeken

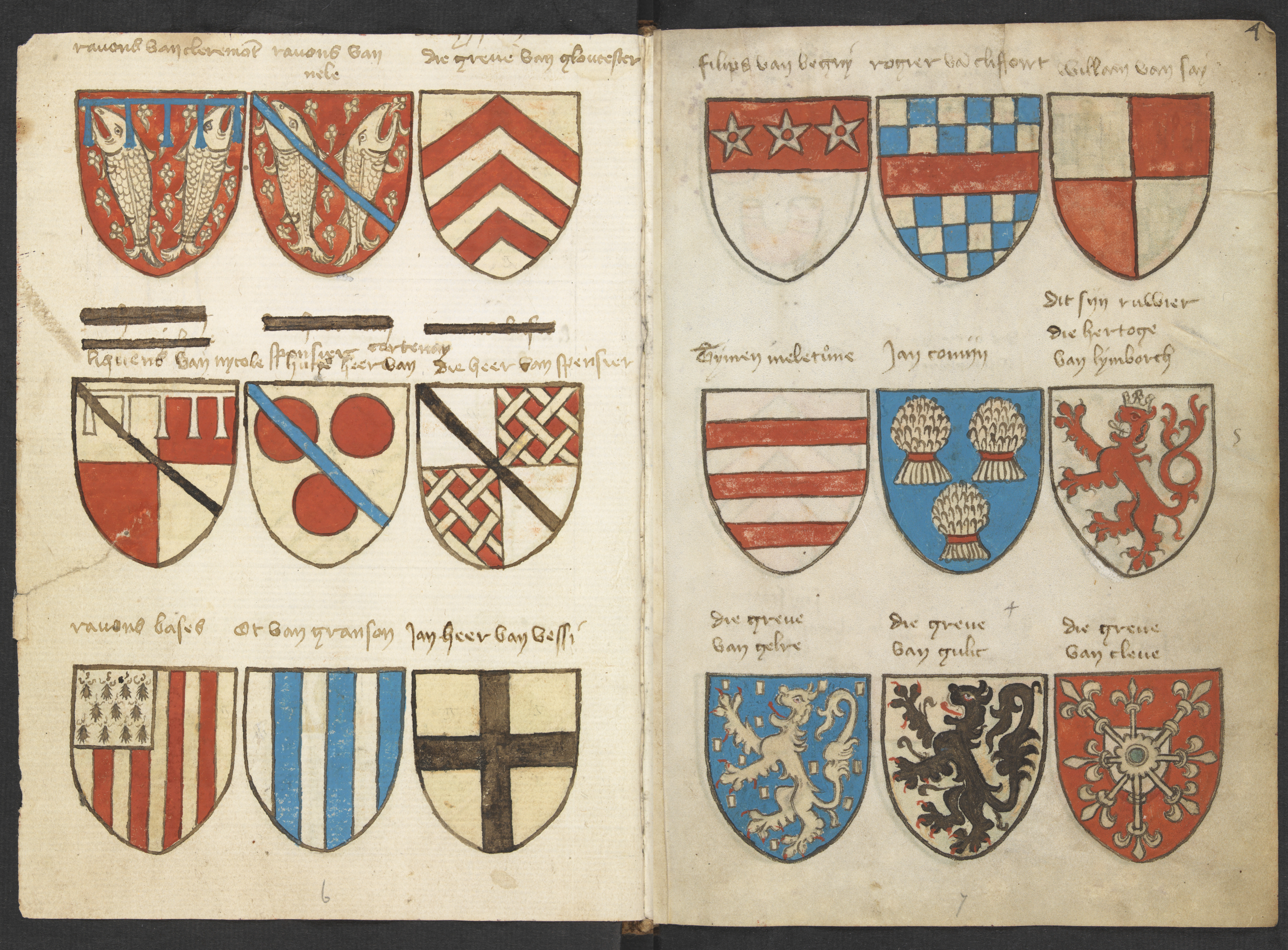
Opening uit het Wapenboek Beyeren

Deze rekent men tot de oudste van de wapenboeken. Dit zijn:
- Armorial Bellenville
- Armorial Le Breton
- Wapenboek van Wijnbergen
- Wapenboek Beyeren

Men noemt ze gelegenheidswapenboeken omdat ze werden vervaardigd naar aanleiding van een bijzonder evenement zoals een toernooi, een huwelijk of het sluiten van een verdrag. Men maakte alzo een inventaris op van de aanwezigen via een nauwgezette beschrijving met afbeelding van hun wapens.

### Illustratieve wapenboeken
Dit zijn handschriften waarin veel wapenafbeeldingen voorkomen om een gebeurtenis te illustreren. De auteurs van dergelijke handschriften, meestal geen herauten, schreven een verhaal of een kroniek en voegden daar wapens als verwijzing aan toe.

### Institutionele wapenboeken
Het betreft hier een verzameling van geschilderde wapens van stichtingen of religieuze ordes die over een lange periode werden aangelegd zoals de Duitse Orde.

### Bijzondere wapenboeken
Zo bestaat er een Armoriaal van Oranje-Nassau. Dit is een verzameling van 100 afbeeldingen, in prent en in tekening, van de 17e, 18e en 19e eeuw, van de wapens gevoerd door de verschillende leden van het huis van Nassau, van het wapen der Republiek en dat van het Koninkrijk der Nederlanden.

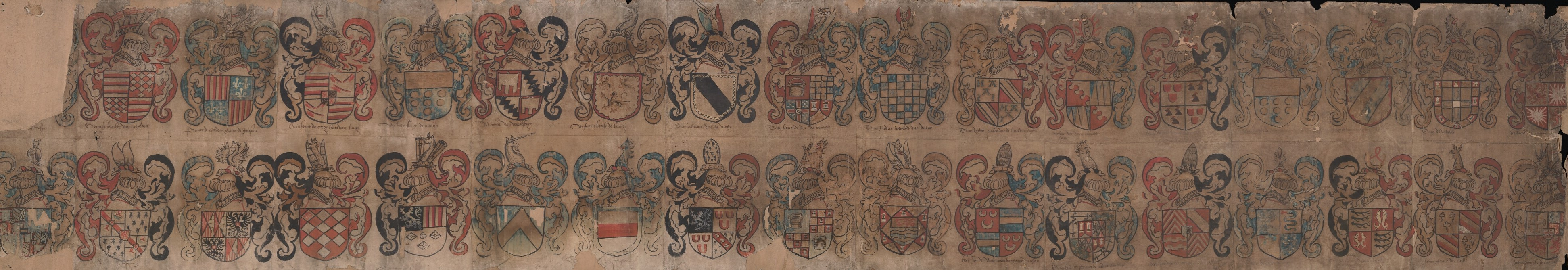
Wapenrol van de ridders van het Gulden Vlies. Gemaakt in de eerste helft van de 16de eeuw.

### Wapenrollen
Een wapenrol doet qua vorm aan de oude papyrusrollen denken. De verschillende in rijen getekende wapens zijn getekend op aan elkaar genaaide perkamentstroken. Zij lopen evenwijdig aan de lengte van de rol. Men moet deze rollen van links naar rechts oprollen.

## Literatuur

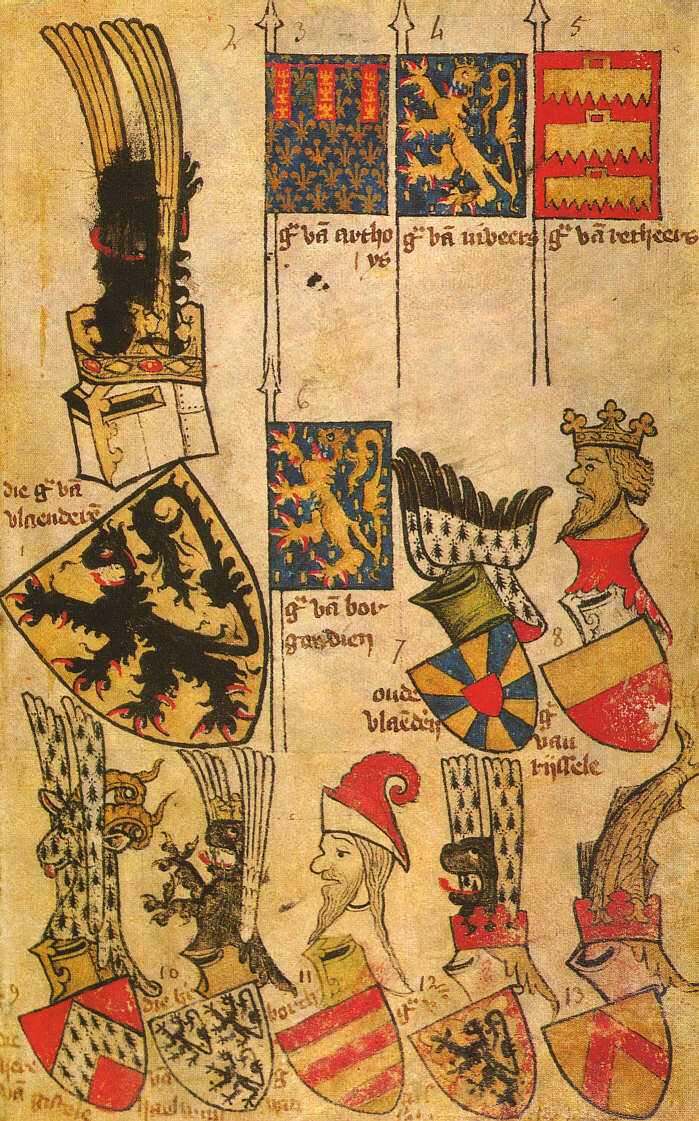
Folio 80r uit het Wapenboek Gelre
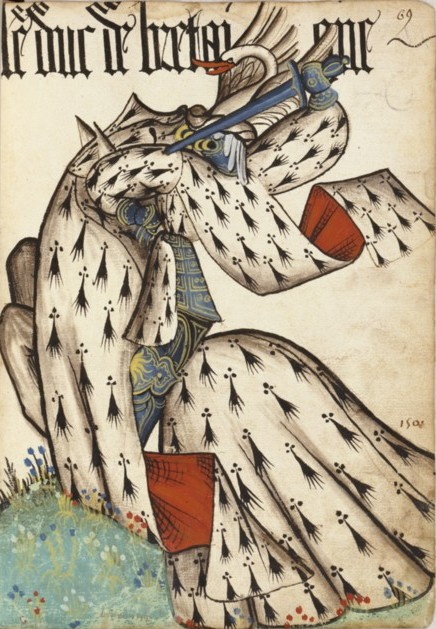
Hertog Jan V van Bretagne, afgebeeld in het Wapenboek van de ridders van het Gulden Vlies
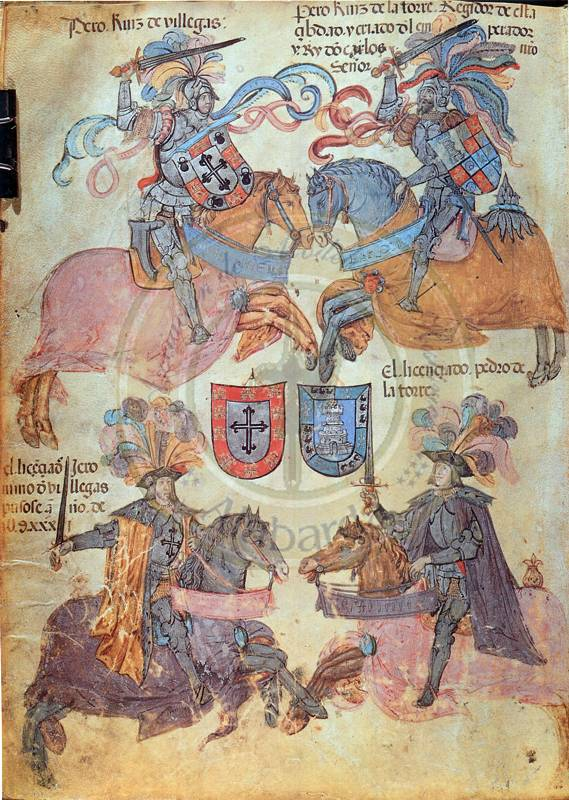
Ridder Pedro Ruiz de Villegas uit het Armorial de la Cofradia di Santiago
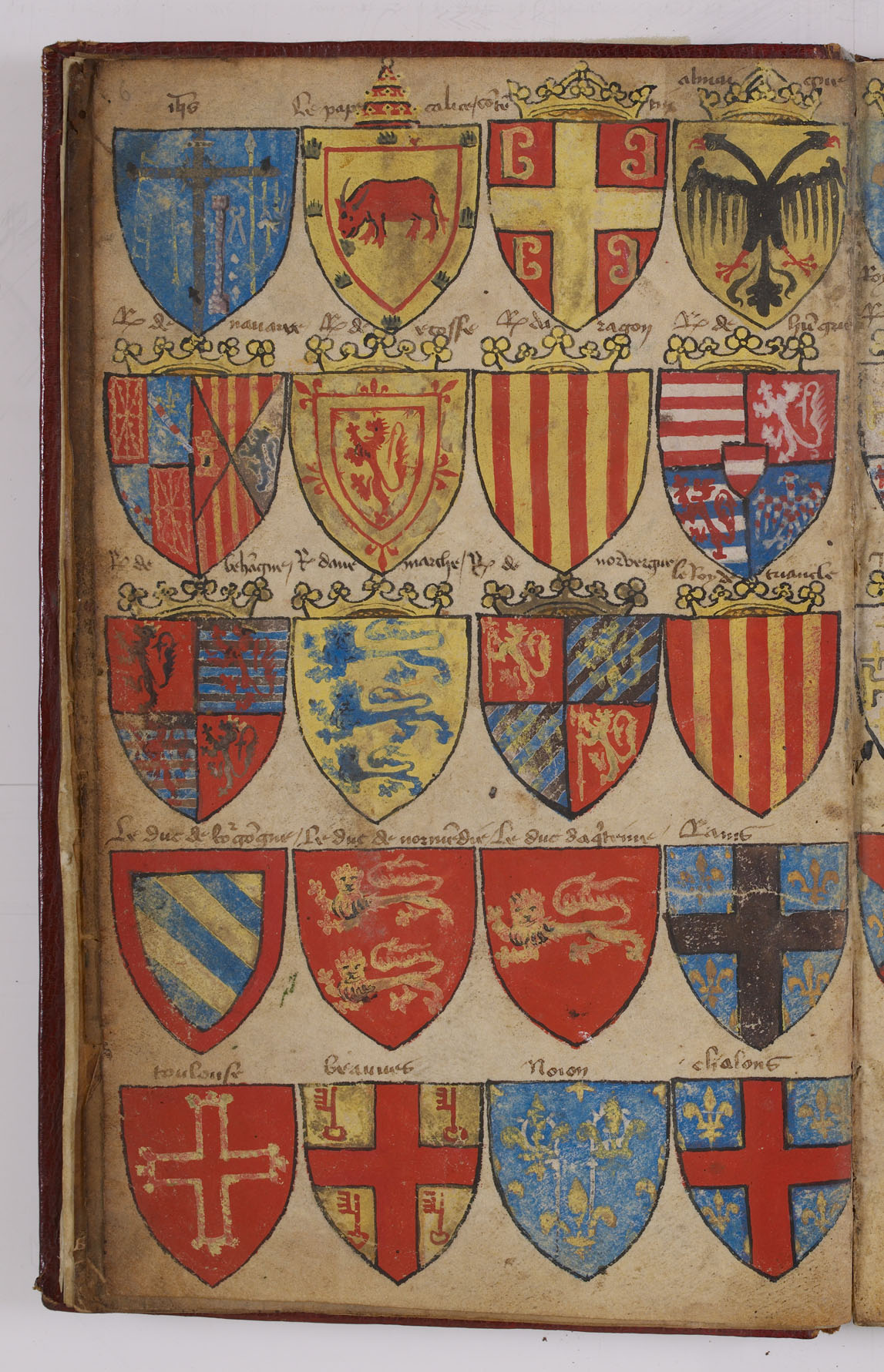
Blad 5 uit het Armorial Le Breton
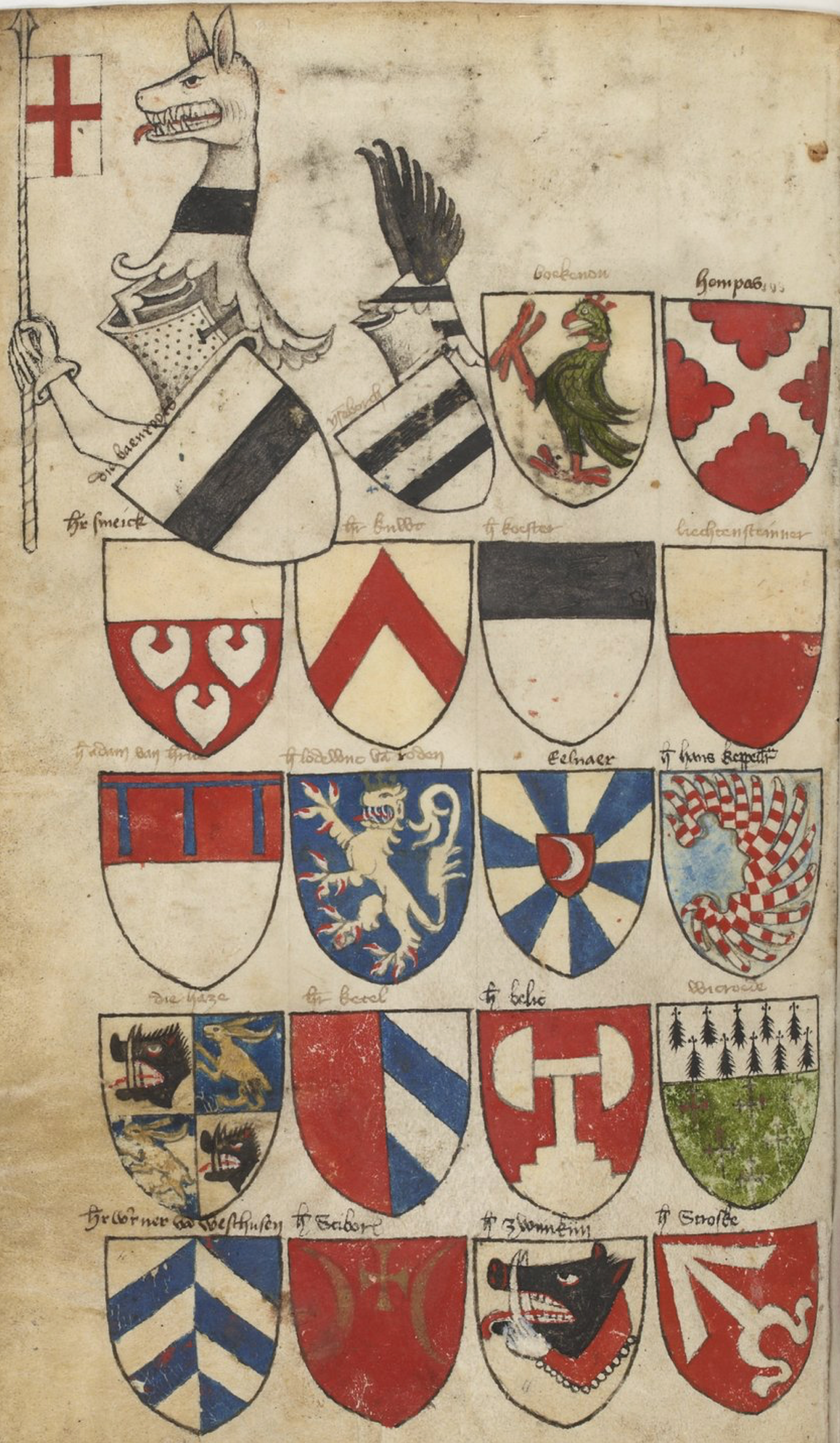
Een blad uit het Armorial Bellenville
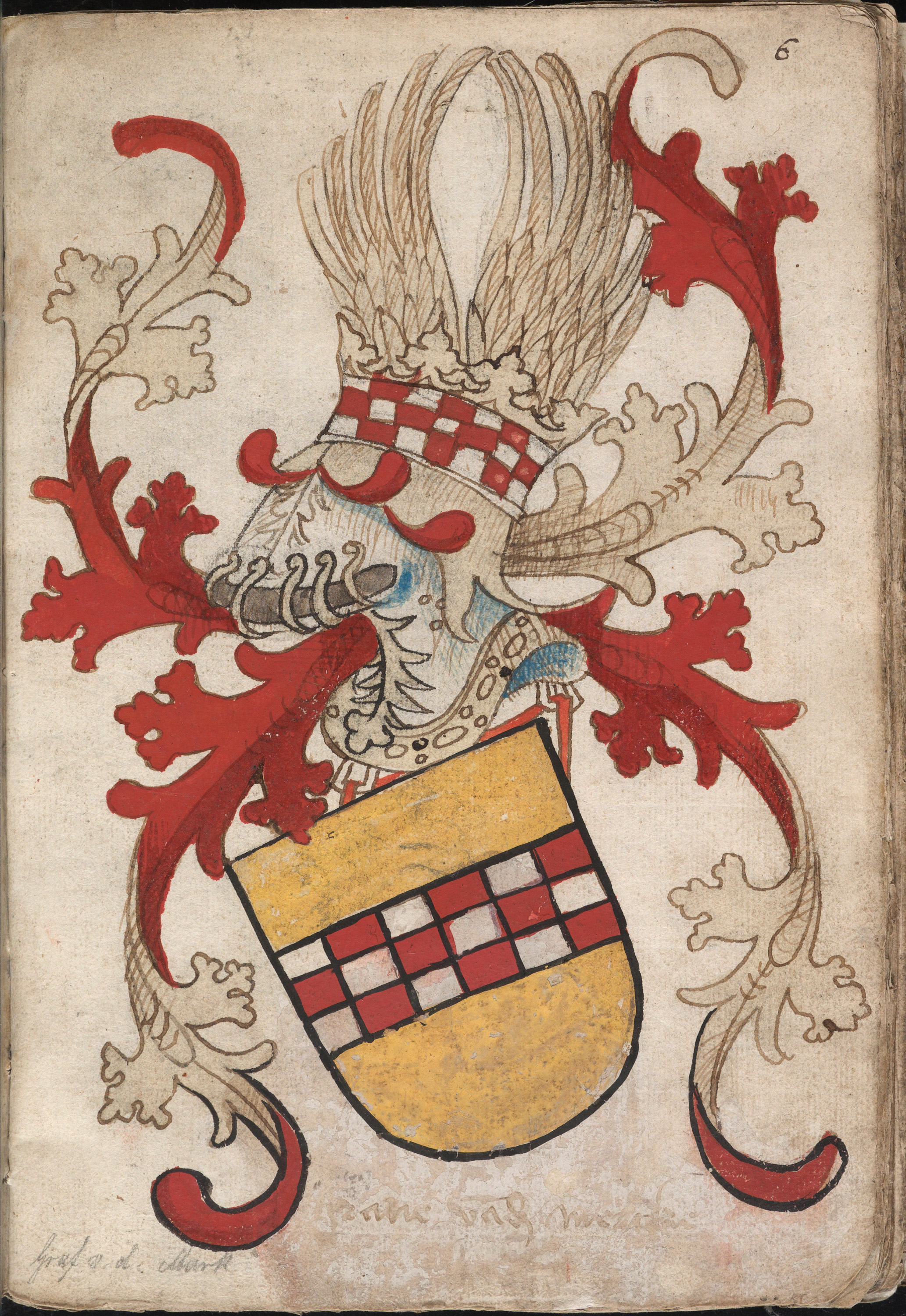
Folium uit het Wapenboek Nassau-Vianden (ca. 1490)